# Trégarvan
Trégarvan település Franciaországban, Finistère megyében. Lakosainak száma 127 fő (2022. január 1.). Trégarvan Argol, Dinéault és Saint-Nic községekkel határos.

## Népesség
A település népessége az elmúlt években az alábbi módon változott:
| Lakosok száma | 274  | 192  | 164  | 138  | 143  | 136  | 119  | 114  | 112  | 127  |
|               | 1968 | 1982 | 1990 | 2006 | 2013 | 2015 | 2017 | 2019 | 2020 | 2022 |